# Australian Broadcasting Corporation
«Australian Broadcasting Corporation» («Острейлиан бродкастинг корпорейшен») или ABC — вещательная организация Австралии в форме статутной корпорации.
С общим бюджетом в 1,18 млрд долл. в год, корпорация обеспечивает телевидение, радио, интернет и услуги мобильной связи на столичных и региональных станциях Австралии, а также за рубежом через «Австралия-Нетуорк» и «Радио Австралии».

## История

### Запуск радиовещания (1923—1956)
Основанная в 1923 году как Австралийская вещательная компания (Australian Broadcasting Company), она стала впоследствии госкорпорацией с 1 июля 1932 г., именуемой как Австралийская комиссия по телевидению и радиовещанию (Australian Broadcasting Commission), все её радиостанции были объединены в три, в 1960—1970-е гг. за которыми закрепились названия ABC Radio 1 (столичная), ABC Radio 2 (более ранее — ABC National program) (общенациональная) и ABC Radio 3 (региональная).

### Запуск телевидения и FM-радиовещания (1956—1991)
5 ноября 1956 года ABC запустила телеканал ABC-TV.
19 января 1975 года ABC через AM (позднее переведена в FM) запустила радиостанцию 2JJ (позднее — Triple J), 24 января 1976 года через FM — радиостанцию ABC FM (позднее — ABC Classic FM).
Законом 1983 г. название компании было изменено на прежнее название. Хотя она финансируется и принадлежит правительству, «ABC» остается редакционно независимой, согласно Закону 1983 года об Австралийской радиовещательной корпорации. ABC Radio 1 была переименована в Metro Radio, ABC Radio 2 в ABC Radio National, ABC Radio 3 — ABC Regional Radio.

### Запуск спутниковой платформы (с 1991 года)
В 1991 году ABC запустил телеканал ABC For Kids, в августе 1994 года через AM и FM — радиостанцию ABC NewsRadio. В 2001 году «ABC-ТВ» запустило свой цифровой сервис. В 2000 году — Metro Radio и ABC Regional Radio были объединены в ABC Local Radio. 7 марта 2005 года ABC запустила телеканал ABC2, 4 декабря 2009 года — телеканал ABC Me, 22 июля 2010 года — ABC News 24.

## Телеканалы и радиостанции

### Основные телеканалы
- ABC

Доступен через эфирное (цифровое (DVB-T) на ДМВ и аналоговое (PAL) на ДМВ и МВ) на 2 телеканале

### Специализированные телеканалы
- ABC2
- ABC3

Доступны через эфирное (цифровое (DVB-T) на ДМВ), кабельное, спутниковое телевидение и IPTV.

### Радиостанции
- ABC Radio National — общая
- ABC Classic FM — культура
- Triple J — молодёжная
- ABC Local Radio — региональная
- ABC NewsRadio — информационная

Доступны через эфирное радиовещание (цифровое и аналоговое на УКВ), эфирное телевидение (цифровое (DVB-T) на ДМВ), кабельное, спутниковое телевидение и IPTV.

### Международные радиостанции
- Radio Australia[англ.]

Доступна через спутниковое телевидение и Интернет, ранее через эфирное радиовещание (аналоговое на КВ).

### Специализированные радиостанции
- Double J
- ABC Jazz
- ABC Country

Доступны через эфирное радиовещание (цифровое) и Интернет.

## Структура
Ниже приводится организационная структура Австралийской радиовещательной корпорации.
| Секретариат ABC                                      | Директор редакционной политики                     | Заведующий штатом               | Директор корпоративного развития              |                                                                       | Ген советник Роб Симпсон       | CEO Дэвид Пендлтон           |
| {\displaystyle \uparrow }                            | {\displaystyle \uparrow }                          | {\displaystyle \uparrow }       | {\displaystyle \uparrow }                     |                                                                       | {\displaystyle \uparrow }      | {\displaystyle \uparrow }    |
| Совет директоров ABC Управляющий директор Марк Скотт |                                                    |                                 |                                               |                                                                       |                                |                              |
| {\displaystyle \downarrow }                          | {\displaystyle \downarrow }                        | {\displaystyle \downarrow }     | {\displaystyle \downarrow }                   | {\displaystyle \downarrow }                                           | {\displaystyle \downarrow }    | {\displaystyle \downarrow }  |
| Отдел инноваций Директор Иан Кэррол                  | Радио- и региональный контент Director Кейт Дундас | Телевидение Директор Ким Дэлтон | Новости и текущие события Директор Кейт Торни | Правление и международно-корпоративная стратегия Директор Мюррей Грин | Реклама Директор Линли Маршалл | Связи Директор Майкл Миллитт |

Производственные подразделения
- Интернет
- Реклама
- Оркестры

В настоящее время имеются шесть государственных симфонических оркестров:
- - Симфонический оркестр Аделаида 
  - Мельбурнский симфонический оркестр
  - Сиднейский симфонический оркестр
  - Квинслендский симфонический оркестр
  - Тасманский симфонический оркестр
  - Западно-Австралийский симфонический оркестр

## Программы
- ABC News — получасовая информационная программа в 17.00 и 19.00
- ABC News At Noon — часовая информационная программа в 12.00
- News Breakfast — утренняя программа
- ABC News Mornings — часовая информационная программа в 09.00